# Arno Carstens
Arno Carstens (* 12. März 1972) ist ein südafrikanischer Sänger aus Stellenbosch bei Kapstadt.

## Leben und Karriere
Arno Carstens war vor Beginn einer Solo-Karriere Leadsänger der Springbok Nude Girls.
Seiner Musik, die sich zwischen Popmusik und Rockmusik bewegt, merkt man seine Herkunft aus dem Alternative Rock an.
Arno Carstens spielte u. a. im Vorprogramm der Rolling Stones, Céline Dion, The Police, Simple Minds und Meat Loaf.
2008 wohnte Carstens in London, wo er auch sein nächstes Album vorbereitete.
2011 sang Carstens drei Lieder auf dem Mike-and-the-Mechanics-Album The Road, war allerdings nie Band-Mitglied.
2016 erschien mit Die Aandblom 13 (afr: Die Abendblume) das erste Album das nicht in Englisch, sondern in Afrikaans gesungen ist.

## Diskographie

### Alben
- Another Universe (2003)
- The Hello Goodbye Boys (2005)
- Wonderful wild (2010)
- Atari Gala (2012)
- Lightning Prevails (2014)
- Die Aandblom 13 (2016)
- Out of the Light into the Night (2021)

### Singles
- The Magic of Home (Langnese-Werbung)